# Van Heutszkazerne
De Van Heutszkazerne is een voormalige kazerne aan de Oudestraat 216 in de Nederlandse stad Kampen. De kazerne is vernoemd naar Joannes Benedictus van Heutsz, een officier in het Nederlandse leger die in 1900 werd benoemd tot luitenant-generaal.
Kampen vormde een belangrijke schakel in de verdediging van de IJssellinie, omdat het over een van de weinige vaste oeververbindingen beschikte.
De Van Heutszkazerne was echter niet de enige kazerne in Kampen. Vanwege zijn strategische ligging had Kampen drie kazernes binnen zijn stadsgrenzen.
Het Van Heutszplein, het plein voor het gebouw, herinnert nog aan de van oorsprong militaire functie van het gebouw.

## Geschiedenis
Reeds in 1815 was er in Kampen een bataljon infanterie binnen zijn muren die gehuisvest waren in de Van Heutszkazerne. Deze werden in 1830 ingezet om de uitgebroken opstand in België te helpen onderdrukken.
In de kazerne was van 1831 tot 1839 het Korps Jagers van Cleerens gehuisvest, een eenheid van het KNIL. In 1839 werd het werfdepot van het Korps Jagers van Cleerens opgeheven en in 1851 vestigde zich in de kazerne een instructiebataljon. Een jaar later kwam er ook een opleiding tot hoornblazer bij hetgeen leidde tot de oprichting van een muziekkorps.
Na de Tweede Wereldoorlog is de kazerne in gebruik geweest als opleidingscentrum voor de militaire administratie en later is de voormalige kazerne in gebruik geweest als kantoor van de Rijksdienst voor de IJsselmeerpolders, die later naar Lelystad verhuisde. In 1978 vestigde de Christelijke Academie voor Beeldende Kunsten zich in het gebouw.
In 2014 biedt de kazerne de huisvesting aan de bibliotheek, RTV IJsselmond, De Stentor, het gemeentearchief, de stadsarcheoloog, en het depot van het Stedelijk Museum Kampen en de historische vereniging Jan van Arkel. De naam van de voormalige kazerne werd Stadskazerne.
Vanaf 2016 is duidelijk dat ook de militaire school (ingang aan de Buiten Nieuwstraat) niet wordt gesloopt, maar wordt herbestemd tot 4 woningen. Het kenmerkende gebouw blijft daarmee behouden voor de stad.